# Годунов, Сергей Васильевич
Сергей Васильевич Годунов (11 августа 1907, Дубасово, Владимирская губерния — 1967, Москва) — советский хозяйственный, государственный и политический деятель.

## Биография
Родился в 1907 году в селе Дубасово. Член ВКП(б) с 1939 года.
С 1925 года — на хозяйственной, общественной и политической работе.
В 1925—1955 гг. — инструктор физкультуры клуба им. Луначарского, заведующий сектором кадров бюро физкультуры ВЦСПС, председатель центрального бюро физкультуры ЦК Союза хлопчатобумажной промышленности, заместитель председателя Центрального Совета ДСО «Красное Знамя», в НКВД и УНКГБ Москвы и Московской области, начальник райотдела МГБ в Москве, министр государственной безопасности Марийской АССР (02.09.49-16.03.53), министр внутренних дел Марийской АССР (16.03.53-20.04.54), председатель КГБ при Совете Министров Марийской АССР (20.04.54-22.04.55).
Избирался депутатом Верховного Совета СССР 3-го созыва.
Умер в 1967 году в Москве.